# Ribeirão Coroa de Frade
O Ribeirão Coroa de Frade é um rio brasileiro que banha o estado do Paraná.